# Russo-Baltique

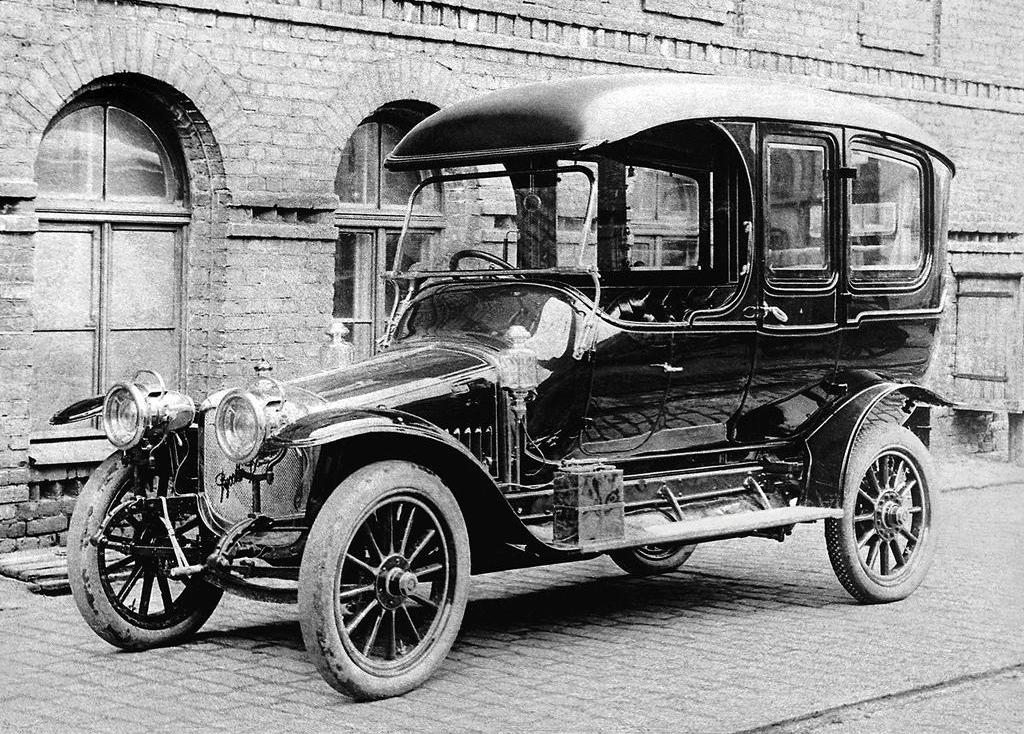
Russo-Baltique C24-40 (1913)

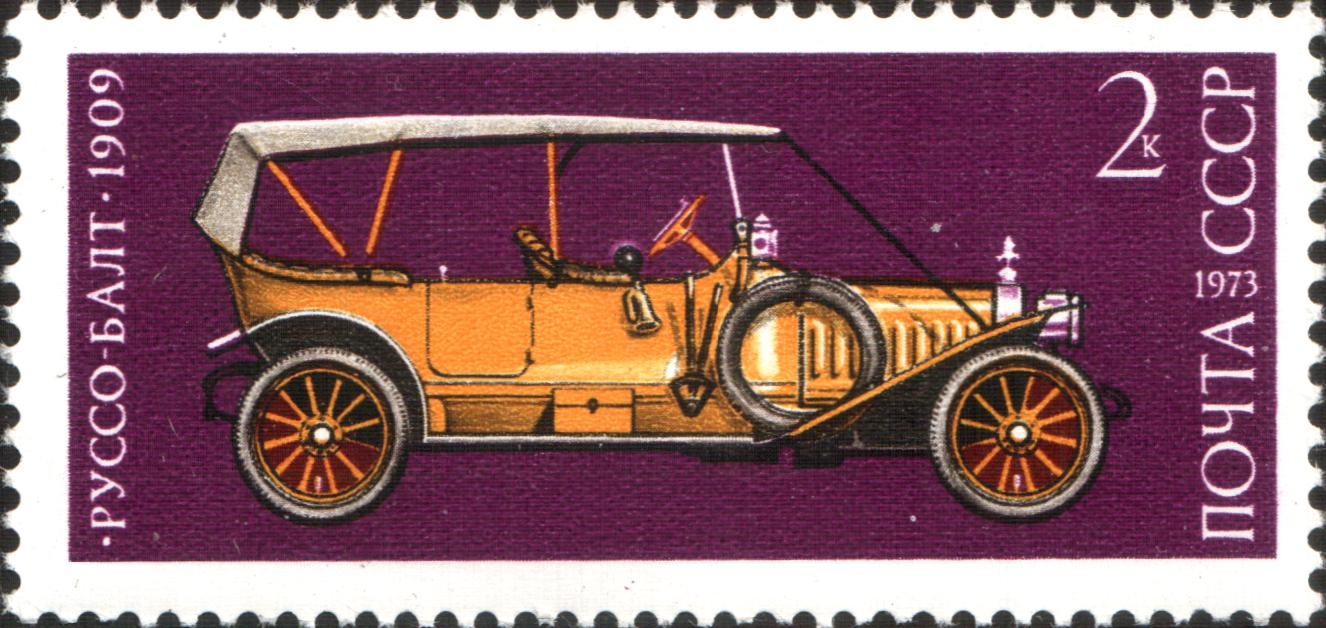
Postzegel met daarop een Russo-Baltique afgebeeld

Russo-Baltique (Russisch: Русско-Балтийский; ook wel Russo-Balt) is een Lets trailermerk. De faam dankt het merk echter aan zijn vooroorlogse autoactiviteiten.

## Geschiedenis
Het merk Russo-Baltique was actief in de autosector van 1909 tot 1923. Van 1909 tot 1915 werden de wagens gemaakt bij de Russisch-Baltische Wagenfabriek (RBVZ), een spoorwegfabriek in de Letse hoofdstad Riga. De wagens werden ontworpen door Julein Potterat en Ernst Valentijn. Na 1917 opende de tweede fabriek in de West-Russische metropool Sint-Petersburg, waarin men pantservoertuigen maakte op basis van de in Letland gefabriceerde chassis. In 1922 verhuisde de productie van Sint-Petersburg naar de BTAZ-fabriek in de hoofdstad Moskou. Het merk heeft ook pantserauto's gemaakt voor de Eerste Wereldoorlog, en vrachtwagens. Veel vrachtwagens en auto's waren echter kopieën van Duitse Rex-Simplexen of Belgische Fondu's. Het einde kwam na de Eerste Wereldoorlog, toen de Russen de fabriek compleet demonteerden en naar Rusland meenamen. Er zijn ongeveer 3500 auto's geproduceerd.

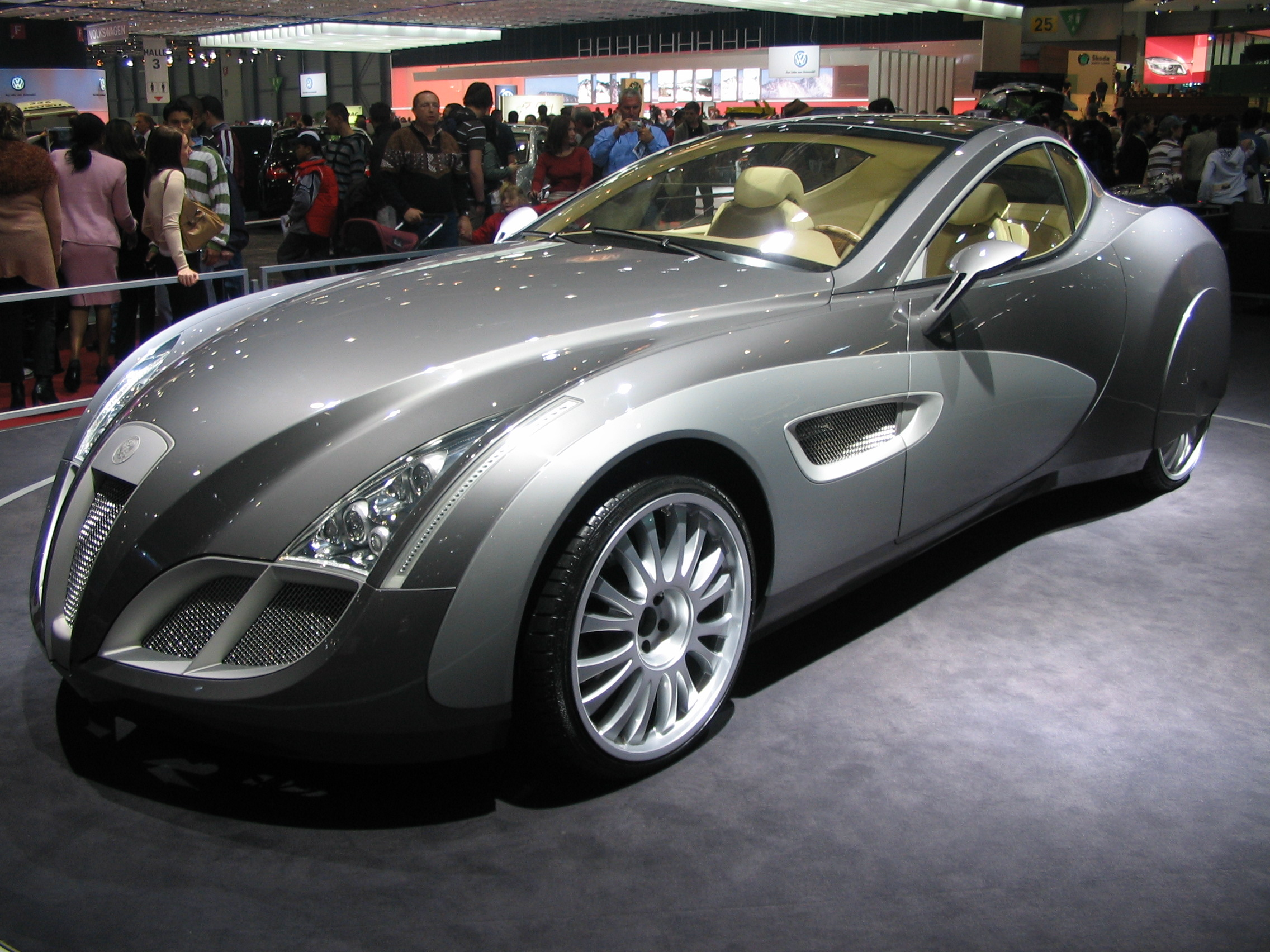
Russo-Baltique Expression (2007)

In 2006 werd het merk door middel van de Impression, een sportwagen met een Mercedes-Benz V12-motor, nieuw leven ingeblazen door een samenwerkingsverband tussen het Duitse bedrijf Gruppe GERG en de Moskouse tak van het eveneens Duitse A:Level (A:Level Design Moskau), dat de rechten op de naam Russo-Baltique bezit en zich heeft laten hernoemen tot Russo-Baltique.

## Automodellen
- 24-30 (1909)
- Type C (1909)
  - C24-30 (1909)
    - C24-30 Faeton (≥ 1909)
    - Landole C24-30 (1909)

  - C24-40 (1913)
  - C24-50 (1909/'10/'1/'2)
  - C24-58 (1909/'10/'1/'2/'3)
- Type K (1909)
  - K12-20 (1909)
- Type E (1914)
- Impression (2006)

## Legervoertuigen
- Type C (1912) (gebaseerd op gewoon model)
- Geblindeerde versies van verschillende modellen (1914)

## Vrachtwagenmodellen
- Type D (1912)
- Type M (1913)
- Type T (1913)